# Benito Juárez, Omealca
Benito Juárez är en ort i Mexiko.   Den ligger i kommunen Omealca och delstaten Veracruz, i den sydöstra delen av landet, 260 km öster om huvudstaden Mexico City. Benito Juárez ligger 372 meter över havet och antalet invånare är 167.
Terrängen runt Benito Juárez är varierad, och sluttar österut. Runt Benito Juárez är det ganska tätbefolkat, med 100 invånare per kvadratkilometer. Närmaste större samhälle är Cuitláhuac, 9,8 km norr om Benito Juárez. I omgivningarna runt Benito Juárez växer i huvudsak städsegrön lövskog.